# 1883
1883 (MDCCCLXXXIII) je bilo navadno leto, ki se je po gregorijanskem koledarju začelo na ponedeljek, po 12 dni počasnejšem julijanskem koledarju pa na soboto.

## Rojstva
- 6. januar - Khalil Gibran, libanonsko ameriški pisatelj, pesnik, filozof († 1931)
- 23. februar - Karl Jaspers, nemški filozof, psihiater († 1969)
- 9. marec - Gregorij Rožman, slovenski škof († 1959)
- 25. marec - Earl Charles Slipher, ameriški astronom († 1964)
- 3. april - Kita Iki, japonski filozof in ultranacionalist († 1937)
- 12. april - Clarence Irving Lewis, ameriški filozof († 1964)
- 9. maj - José Ortega y Gasset, španski filozof, pisatelj († 1955)
- 18. maj - Walter Gropius, nemško-ameriški arhitekt († 1969)
- 23. maj - Franc Talanji, slovenski pisatelj, pesnik, novinar, madžarizator, kasneje komunistični partizan in član NOBja († 1959)
- 5. junij - John Maynard Keynes, angleški ekonomist († 1946)
- 3. julij - Franz Kafka, češko-avstrijski pisatelj judovskega rodu († 1924)
- 18. julij - Lev Borisovič Kamenjev, ruski boljševik, politik († 1936)
- 23. julij - Alan Francis Brooke, lord Alanbrooke, britanski maršal († 1963)
- 25. julij - Louis Massignon, francoski rimokatoliški duhovnik , orientalist in raziskovalec islama († 1962)
- 22. september - Franc Ošlai slovenski zgodovinar, pisatelj in iredentist na Madžarskem († 1932)
- 7. december - Sergej Ivanovič Beljavski, ruski astronom († 1953)
- 23. december - Adolf Reinach, nemški filozof († 1917)

## Smrti
- 13. februar - Wilhelm Richard Wagner, nemški skladatelj (* 1813) Karl Marx.
- 14. marec - Karl Marx, nemški politični filozof in ekonomist (* 1818)
- 17. marec - Andrej Gollmayer, slovenski nadškof (* 1797)
- 18. april - Édouard Albert Roche, francoski matematik, astronom (* 1820)
- 30. april - Edouard Manet, francoski slikar (* 1832)
- 17. maj - Jernej Vidmar, slovenski škof (* 1802)
- 26. maj - Edward Sabine, irski astronom, fizik, ornitolog, raziskovalec (* 1788)
- 31. oktober - Svami Dajananda Sarasvati, indijski hindujski reformator]] (* 1824)